# Подпольщики (фильм, 2007)
«Подпольщики» (исп. Clandestinos) — фильм режиссёра Антонио Энса. Его выход на экраны Испании сопровождался скандалом, так как «Союз офицеров испанской гражданской гвардии» счёл сюжет картины оскорбительным для себя.

## Сюжет
Андалусец Ксаби, мексиканец Джоэл и марокканец Дрисс совершают дерзкий побег из колонии и отправляются в Мадрид. Там они намереваются вступить в ЭТА, чтобы участвовать в террористической деятельности. Но по дороге Джоэл знакомится с девушкой и покидает весёлую компанию. Ксаби занимается гомосексуальной проституцией, так он знакомится с отставным офицером национальной гвардии, геем по имени Герман. Офицер понял, что у парней нехорошие намерения, однако он относится к Ксаби, как с собственному сыну. Ксаби и Дрисс задумали осуществить теракт в центре города для того, чтобы руководители ЭТА обратили на них внимание и приняли в свои ряды. На самом деле цель Ксаби — не терроризм, он хочет разыскать своего бывшего бойфренда Инаки, который является одним из боссов баскских террористов.

## В ролях
| Актёр              | Роль   |
| ------------------ | ------ |
| Израэль Родригес   | Ксаби  |
| Пепа Аниорте       | Марта  |
| Хьюго Каталан      | Джоэл  |
| Мерос Ариф         | Дрисс  |
| Хуан Луис Гальярдо | Герман |
| Пабло Пуйоль       | Лукас  |